# Цукімі

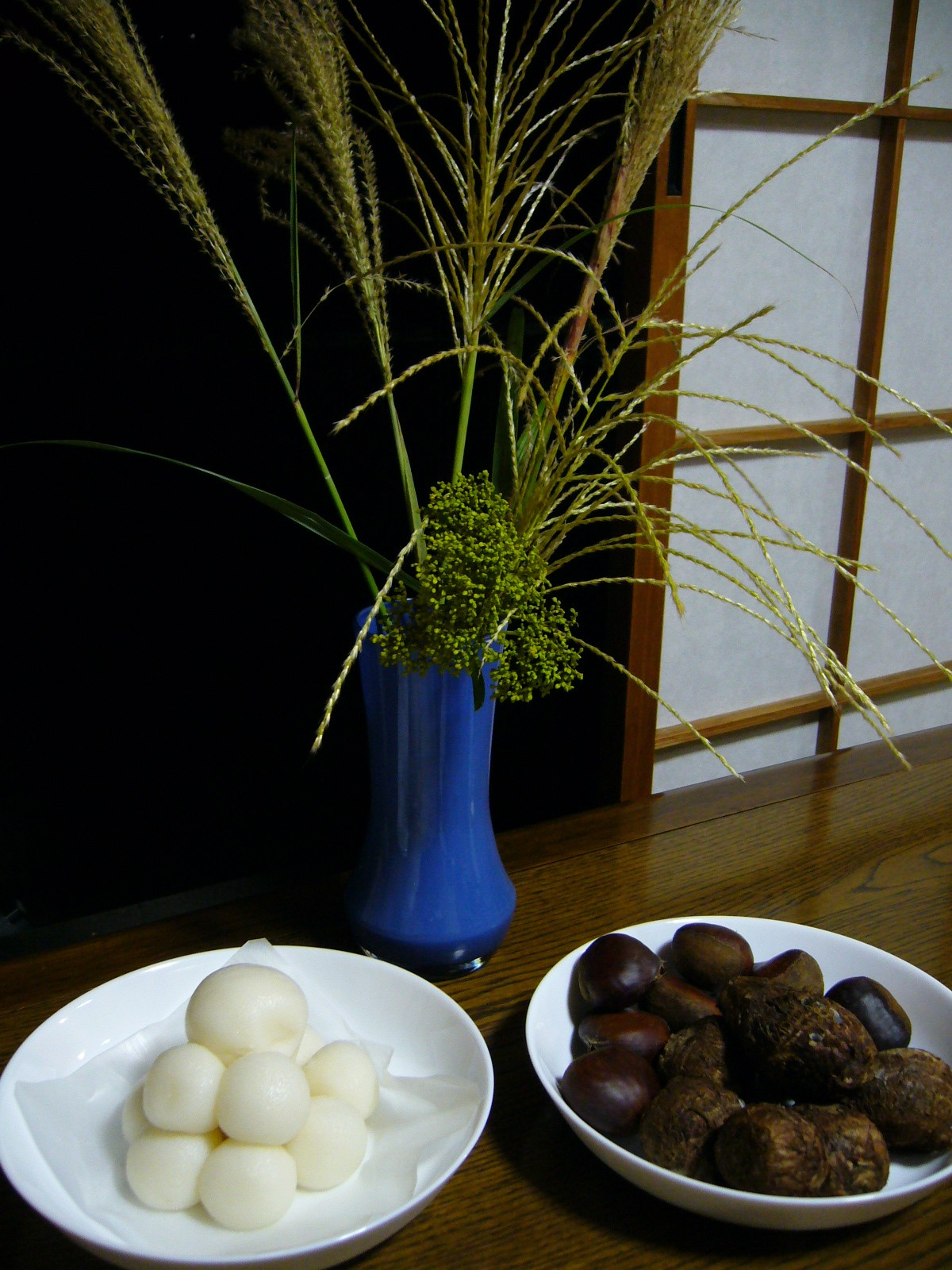
Дари Місяцю 13 вересня: цукімі-данґо (зліва), колоски сусукі (посередині) та каштани (справа)

Цукімі (月見), або Оцукімі (お月見), дослівно «споглядання Місяця / милування Місяцем», також знаний як Дзюґоя (十五夜) — належить до японських фестивалів вшанування осіннього Місяця, версії Свята середини осені. Святкування повного місяця зазвичай відбувається на 15-й день восьмого місяця за традиційним японським календарем; зростаючий Місяць вшановується 13-го дня дев'ятого місяця. Ці дні зазвичай припадають на вересень та жовтень за сучасним сонячним календарем.
Традиція датується ерою Хейан і зараз настільки популярна в Японії, що деякі люди не припиняють святкувати по декілька вечорів, вичікуючи появи повного Місяця протягом восьмого місячно-сонячного місяця.
До традицій Цукімі вшанування краси Місяця належать оздоблення помешкання колосками сусукі  (японського місканту) та споживання рисових галушок, які називаються цукімі-данґо. У дари Місяцю також підносять сезонні продукти. Повні пропонують солодку картоплю, а зростаючому Місяцю жовтня — боби чи горіхи. Від цих дарів утворилися альтернативні назви святкування: Імомейґецу («картопляний урожайний Місяць») та Мамемейґецу («бобовий урожайний Місяць») чи Курімейґецу («каштановий урожайний Місяць»).

## Історія
Цукімі належить до японської традиції влаштування святкувань милування урожайним Місяцем. Вважається, що звичай пішов від японських аристократів у період Хейан, які збиралися разом, щоб читати поезію під повним Місяцем восьмого місяця за сонячним календарем, відомого як «Місяць середини осені». Із давніх часів японці змальовували восьмий сонячний місяць (відповідно вересень за Григоріанським календарем) як найкращий час для милування Місяцем, оскільки завдяки відносним позиціям Землі, Сонця та Місяця останній сяяв особливо яскраво. У вечори повні за традицією люди мають збиратися у місці, звідки ясно видно Місяць, прикрашати помешкання японським міскантусом і подавати на стіл галушки з білого рису (цукімі-данґо), таро, едамаме, каштани та іншу сезонну їжу, а також саке, пропонуючи їх Місяцю, щоб помолитися за щедрий врожай. Ці страви вкупі називаються цукімі-стравами (月見料理 tsukimi ryōri). Через широке розповсюдження серед цих страв солодкої картоплі і таро в деяких частинах Японії традиція отримала назву Імомейґецу (芋名月) — «Картопляний урожайний Місяць».
У період з 862 до 1683 року японський календар складався таким чином, що повня припадала на 13-й день кожного місяця. Однак у 1684 році календар змінили таким чином, щоб молодик припадав на перший день кожного місяця, зсуваючи повню на два тижні вперед, до 15-го дня місяця. Деякі люди в Едо (теперішньому Токіо) пересунули своє святкування Цукімі на 15-й день місяця, але інші продовжували проводити фестиваль 13-го дня. Щобільше, в окремих регіонах Японії відбувалися різноманітні споглядання на 17-й день місяця, як і буддистські споглядання на 23-й чи 26-й день, усі з яких використовувалися як привід для частих затяжних до глибокої ночі свят протягом осені в період Едо. Цьому звичаю швидко поклали край в період Мейдзі.
В Японії присвячені Місяцю фестивалі мають довгу історію. Під час періоду Хейан в Японію завезли елементи китайського Свята середини осені. Члени аристократичного класу проводили милування Місяцем на човнах, щоб роздивитися відбиття Місяця на поверхні води. Елементом таких урочистостей також стало складання поезій танка.
У японській мові присутні специфічні терміни для позначення оказій, коли в традиційний вечір середини місяця Місяця не видно: це, наприклад, Муґецу (無月, «безмісяччя») та Уґецу (雨月, «дощ-Місяць»). Навіть коли Місяця не було видно, Цукімі все одно святкувалося.

## Пов'язана їжа
Традиція Цукімі передбачає подавати до столу цукімі-данґо та сезонні продукти, як уже говорилося вище. Окрім того, є ще кілька страв, які пов'язані з Цукімі.
Варена локшина соба чи удон, присипана норі та сирими яйцями поверху, а потім залита м'ясним бульйоном, називається відповідно цукімі-соба та цукімі-удон. На Північному Кюсю яйця розбиваються наверх які-удону, і ця страва називається теммадо — інша назва Цукімі в локальному діалекті. Подібно до цього, коли сире перепелине яйце розбивають на суші (як суші лінійного корабля ґункандзусі чи темакі), то це відносять до стилю цукімі.
У деяких японських фаст-фудах протягом вересня і жовтня пропонують спеціальне осіннє меню, до якого входять бутерброди з яєчнею — цукімі-бурґери.